# Erythropitta ussheri
La pita de Ussher (Erythropitta ussheri) es una especie de ave paseriforme de la familia Pittidae. Es endémica de la isla de Borneo en el Sudeste Asiático. Fue descrita por John Gould en 1877, con la localidad tipo registrada como río Lawas en el norte de Sarawak.

## Taxonomía
Era considerada anteriormente como subespecie de la pita granate (Erythropitta granatina), pero fue reconocida como especie separada debido a diferencias morfológicas y vocales, así como por la parapatría aparente. La falta de evidencia de hibridación sugiere que ambas especies son alopátricas.

## Descripción

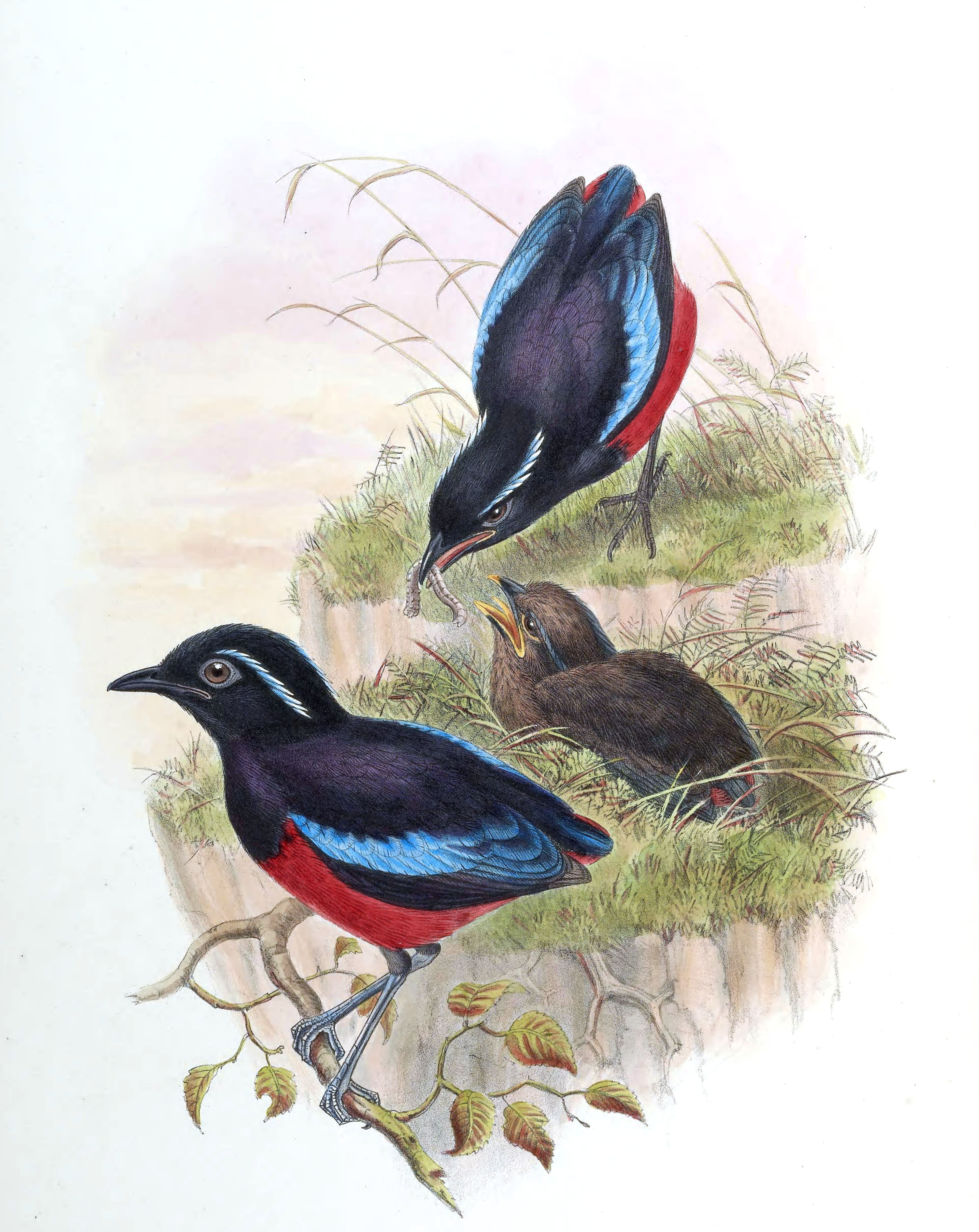
Ilustración en The Birds of Asia de John Gould.

Estas aves crecen hasta una longitud de entre 13 y 15,5 cm y pesan de 50 a 64 gramos. Los adultos tienen la cabeza y el pecho de color negro que contrastan con su abdomen carmesí y las prominentes rayas estrechas de color azul pálido que se extienden hacia atrás desde los ojos. Las partes superiores son de azul púrpura oscuro con una mancha azul iridiscente en la curva del ala. La punta del pico es de color rojo brillante a naranja. Los polluelos son de color amarillento con la abertura y la punta del pico de color rojo coral. Las aves juveniles son de color marrón oscuro uniforme hasta que comienzan a adquirir el plumaje adulto.

## Comportamiento

### Reproducción
La temporada de reproducción se extiende desde principios de febrero hasta finales de julio, la época más seca del año. El nido en forma de domo es hecho de ramitas y material vegetal tejido con una cámara central llena de hojas, construido sobre sustrato fangoso, en el suelo o entre los arbustos. En el interior, las hembra pone dos huevos blancos con manchas de color rojo oscuro y negro, que ambos padres se encargan de incubar durante dos semanas y media. Ambos padres alimentan a los polluelos, que nacen ciegos y sin plumas, y se alejan del nido solo una vez son completamente independientes.

### Dieta
Se alimenta de una variedad de presas en gran parte invertebradas. Su dieta incluye arañas, hormigas, cucarachas, escarabajos y caracoles.

### Llamada
La llamada es similar a la de la pita granate que se caracteriza por un silbido silencioso, que dura unos cuatro segundos y aumenta tanto en potencia como en tono. Difiere de esta al detenerse de manera menos abrupta y en vacilar ligeramente a mitad de la vocalización.

## Distribución y hábitat

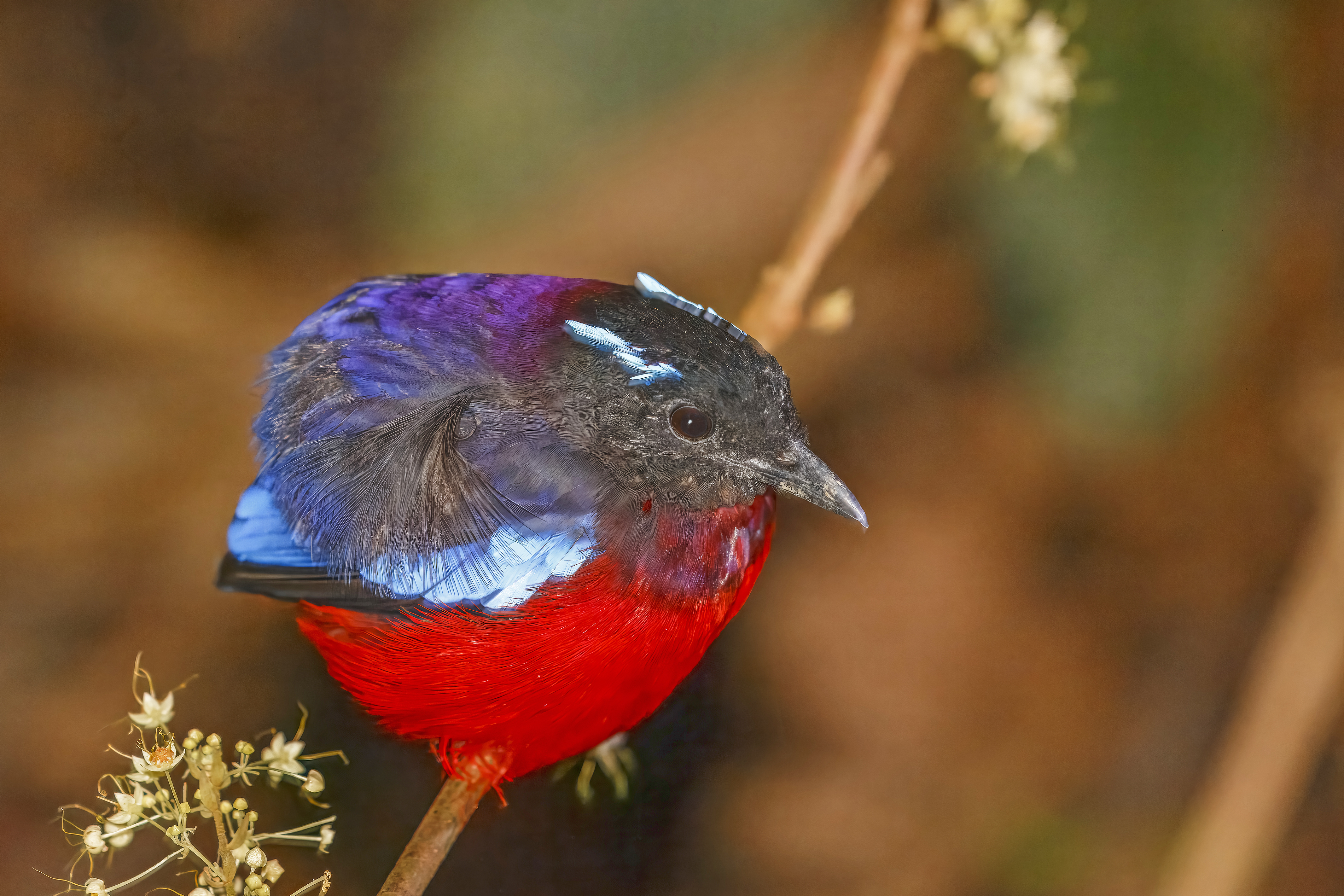
Una pita de Ussher.

Esta especie solo se ha registrado en el estado malayo de Sabah, en el norte de Borneo, donde habita las selvas tropicales de tierras bajas desde el nivel del mar hasta unos 300 m, por encima del cual es reemplazada por la pita bandeada (Erythropitta arquata). Prefiere los lugares oscuros y húmedos, especialmente barrancos bajo cobertura densa. En el hábitat principal, como el bosque primario del área de conservación del valle de Danum, las densidades de población registradas son de 21 a 22 parejas por kilómetro cuadrado. También se puede encontrar en áreas que han sido taladas de forma selectiva, así como en plantaciones de caucho y Albizia con crecimiento excesivo.

## Estado y conservación
Es probable que esta especie se haya visto afectada por la rápida y sostenida deforestación que tuvo lugar en el norte de Borneo. A pesar de la capacidad de la especie para persistir en algunos hábitats degradados, se cree que ha sufrido una disminución de la población moderadamente rápida y, por lo tanto, es clasificada como especie casi amenazada en la Lista Roja de especies amenazadas de la Unión Internacional para la Conservación de la Naturaleza.